# استشهاد 411
استشهاد 411 هو أقدم استشهاد مسيحي شرقي محفوظ في واحدة من أقدم المخطوطات السريانية، المكتبة البريطانية، إضافة MS 12150، مؤرخة في نوفمبر 411.
ومع تاريخه المبكر، فإن استشهاد 411 لا يقف على رأس التقليد الاستشهادي الشرقي. بدلًا من ذلك، فهو مرتبط بالتقاليد الغربية كما هو موضح في Martyrologium Hieronymianum. إنها ترجمة إغريقية لشهداء من حوالي 362، والتي تم استخدامها أيضًا كمصدر لMartyrologium Hieronymianum. تضمن آخر القديسين تاريخًا من عهد يوليان المرتد (361-363) وقد تكون لاحقًا إضافات غير موجودة في النص اليوناني الأصلي.
تنقسم الشهادة إلى قائمتين «شهداء الغرب» و«شهداء الشرق». يتم ترتيب القائمة الغربية حسب اليوم والشهر من السنة، تبدأ من إسطفانوس في 26 ديسمبر وتنتهي ببطرس الأول في 24 نوفمبر. تحتوي القائمة الشرقية على ضحايا الاضطهاد الأربعيني للشاه سابور الثاني من الإمبراطورية الساسانية. لا يتم ترتيبها حسب التاريخ ولكن حسب الموقع في كنيسة المشرق.

## فهرس
- Winkler، Dietmar W. (2003). "Syriac Literature". The Church of the East: A Concise History. ترجمة: Miranda G. Henry. RoutledgeCurzon. ص. 158–164.
- Nau، François (1993) [1912]. Un martyrologe et douze menologes syriaques (PDF). Patrologia Orientalis. Brepols. ج. Vol. X, Fasc. 1, No. 46. مؤرشف من الأصل (PDF) في 2022-10-13. {{استشهاد بكتاب}}: |المجلد= يحوي نصًّا زائدًا (مساعدة)
- Nicholson، Oliver P. (2018). "Martyrology of 411, Syriac". في Oliver Nicholson (المحرر). The Oxford Dictionary of Late Antiquity. Oxford University Press. ج. Vol. 2. ص. 976. {{استشهاد بموسوعة}}: |المجلد= يحوي نصًّا زائدًا (مساعدة)
- Thomson، Simon C. (2019). "The Overlooked Women of the Old English Passion of Saint Christopher". Medievalia et humanistica. ج. 44: 61–80.
- Wright، William (1866). "An Ancient Syrian Martyrology". Journal of Sacred Literature and Biblical Record. ج. 8 ع. 16: 423–432.